# Cookeroo
Cookeroo is een geslacht van uitgestorven kangoeroes, die leefden tijdens het Oligoceen en Mioceen.

## Fossiele vondsten
Fossielen van Cookeroo zijn gevonden in Riversleigh in de Australische deelstaat Queensland. De geslachtsnaam verwijst naar Bernard Cooke voor zijn belangrijke bijdragen aan de inzichten over de evolutie en paleobiologie van kangoeroes. Het geslacht omvat twee soorten, die zich van elkaar onderscheiden door het gebit: C. bulwidarri en C. hortusensis. Van beide soorten zijn een gedeeltelijke schedel, kaken, tanden en kiezen gevonden. C. bulwidarri leefde tijdens het Laat-Oligoceen, 23 miljoen jaar geleden. De soortnaam bulwidarri betekent 'wit' in de Waanyi-taal en verwijst naar de fossielenlocatie White Hunter Site. C. hortusensis leefde tijdens het Vroeg-Mioceen, 18 miljoen jaar geleden. De soortnaam hortusensis betekent 'afkomstig uit de tuin' en verwijst naar de fossielenlocatie Neville's Garden Site.

## Kenmerken
Cookeroo was ongeveer tweeënveertig tot tweeënvijftig centimeter lang, het formaat van kleine wallabies zoals de parmawallaby. Hoewel geen resten van de poten zijn gevonden, wordt vermoed dat Cookeroo zich voornamelijk op vier poten voortbewoog gezien de basale positie in de ontwikkelingslijn van de kangoeroes.